# Davide Sanguanini
Davide Sanguanini (Mantova, 14 aprile 1963) è un ex pallavolista italiano.
Giocava nel ruolo di schiacciatore, e si è ritirato al termine della stagione agonistica 2002-2003.

## Carriera
La carriera di Davide Sanguanini è strettamente legata alla squadra della sua città, Mantova, con cui esordisce nel campionato di Serie B nel 1981. Indossa la maglia della squadra lombarda fino al 16 febbraio 1992, scalando le classifiche fino alla massima serie nazionale. La parte finale della stagione 1992 la gioca invece in Sicilia, nelle file della Pallavolo Catania. Torna a Mantova negli anni successivi, subendo la retrocessione. Nel 1995 prende una pausa dalla pallavolo indoor, e per un anno gioca a beach volley.

Torna in palestra l'anno successivo, e segue le vicissitudini degli ultimi anni della Pallavolo Mantova. Nel 2000 viene acquistato dalla neonata Trentino Volley, conquistando la salvezza. La sua ultima apparizione nella sua città natìa risale al 2001, con la maglia della nuova squadra Top Team Volley Mantova. Chiude la carriera alla fine della stagione 2002-2003, nuovamente con la maglia di Trento. Per la squadra trentina detiene il record come giocatore più vecchio, avendo militato all'età di 39 anni.